# 玉夫座星系
玉夫座星系（也稱為銀幣、銀元星系、NGC 253、或科德韋爾65）是位於玉夫座的一個中間螺旋星系。玉夫座星系是一個星爆星系，意味著它目前還有著密集的恆星形成。

## 觀測的歷史
這個星系是卡羅琳·赫歇爾在進行系統性的彗星搜尋時，在1783年發現的。在大約半個世紀之後，約翰·赫歇爾在好望角使用18英吋的金屬反射鏡觀測，他寫道："非常明亮和巨大（24′ in length），一個壯觀的天體…它的光有些斑點，但除了4顆大的和1顆非常小的，我沒有看見其他的恆星，而這些恆星似乎不屬於它，它們只是非常接近…"。 
在1961年，艾伦·桑德奇 寫道：在哈伯的星系圖中玉夫座星系是"Sc類型的次分類中的一種原形的例子…這一類型的攝影圖片顯示是以星際塵為主的星系。塵埃通道和補丁散佈在表面各處，螺旋臂有時很難追蹤…旋臂由塵埃定義成像螺旋衣樣的形式"。伯納德·米爾斯，在雪梨的工作指出，玉夫座星系也是一個相當強烈的無線電波源。

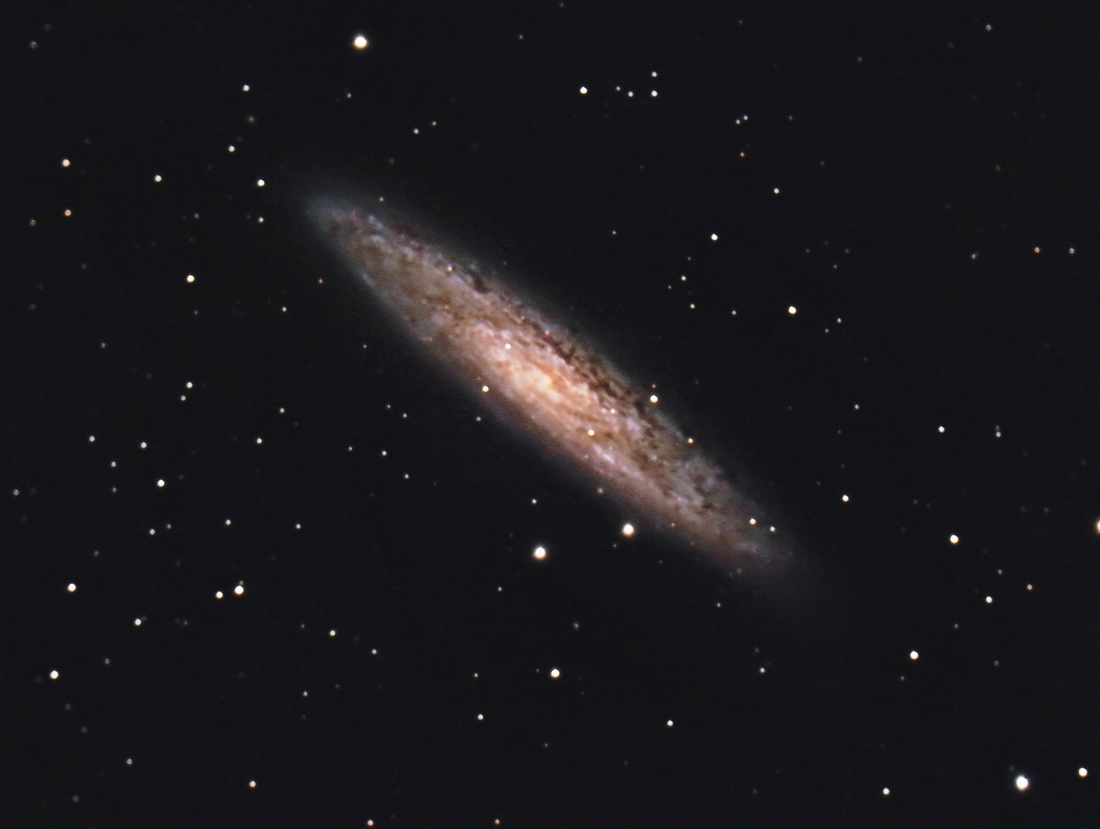
在玉夫座的NGC 253 – 玉夫座星系是非常適合業餘愛好者的望遠鏡觀測的天體，它可以在業餘的影像中呈現出非常美好的細節。影像由Hunter Wilson授權。

在1998年，哈伯太空望遠鏡為NGC 253做了特寫。

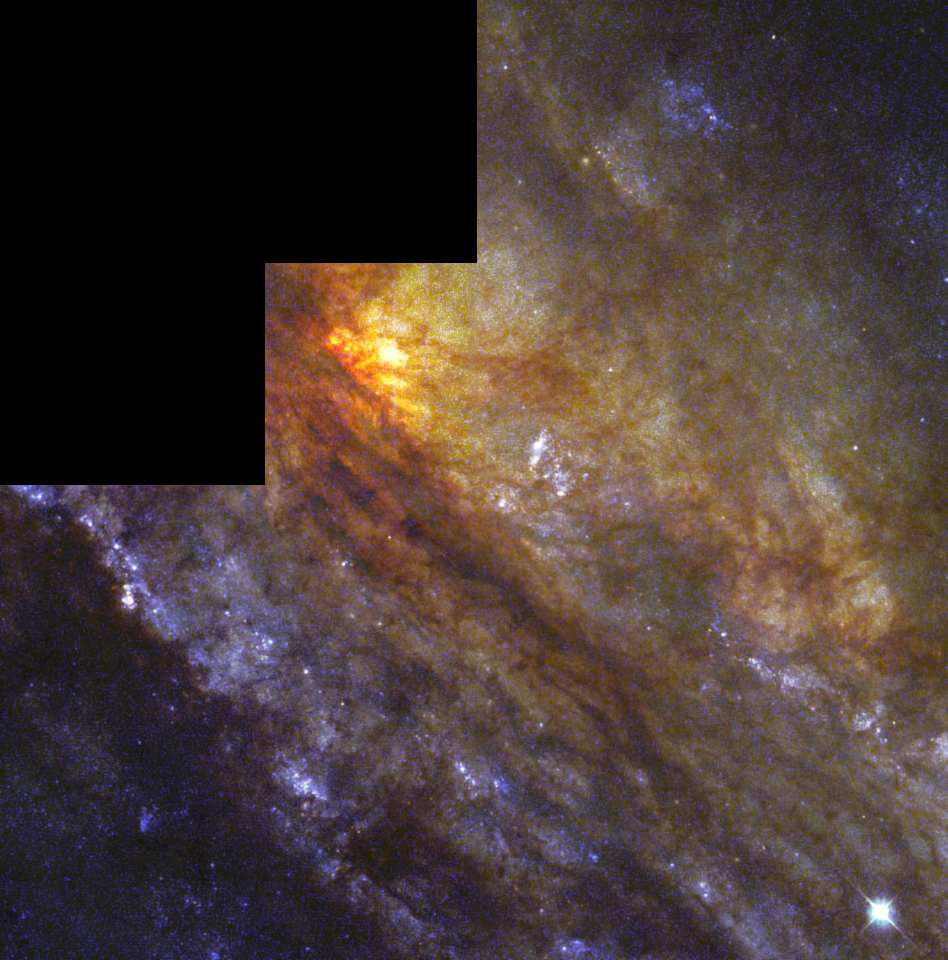
哈伯太空望遠鏡（HST）特寫的NGC 253。創建者：HST/NASA/ESA。

## 超新星
雖然超新星一般都與星爆星系聯繫在一起，但在玉夫座星系只偵測到一顆超新星這顆超新星的名稱是SN 1940E，位於星系核心東南方大約50′，這顆超新星是在1940年11月發現的。

## 最近的距離估算
再過去的十年裡，至少有兩種技術被用來測量到玉夫座星系的距離。 
使用行星狀星雲亮度函數的方法，在2006年發表的估算距離是10.89 +0.85
−1.24百萬光年（3.34 +0.26
−0.38百萬秒差距）。
玉夫座的距離近到足以使用紅巨星分支技術（TRGB）的方法來估算距離。在2004年使用這種方法估算的距離是12.800 ± 1.200百萬光年（3.940 ± 0.370百萬秒差距）。
結合之後最可靠的距離估計直是11.400 ± 0.700百萬光年（3.500 ± 0.200百萬秒差距）。

## 星系團的資料
玉夫座星系位於玉夫座星系團的中心，是最靠近銀河系的星系團之一。玉夫座星系是這個星系團中最明亮的星系，它的同伴有NGC 247、PGC 2881、PGC 2933、Sculptor-dE1、和UGCA 15，都是在星系團的核心受到引力約束的星系，這個星系團中其他的大部分星系與核心的引力關係都很微弱。

## 業餘的觀測

### 雙筒望遠鏡的觀測
身為天空中最明亮的星系之一，玉夫座星系可以使用雙筒望遠鏡來觀賞。它是繼仙女座大星系之後，最容易被觀測到的星系。

### 業餘天文望遠鏡的觀測
與夫座星系是使用口徑300mm或更大望遠鏡的良好目標。透過這樣的望遠鏡，這個星系呈現長的、卵形的核球和一個斑駁的星系盤。雖然核球看起來比星系的其他部分亮了一些，與磐比較它是相當寬廣的。在400mm或更大的口徑下，在西北部可以看見黑暗的塵埃通道，並且可以看見有一打左右的暗星散布在核球上。

## 图集

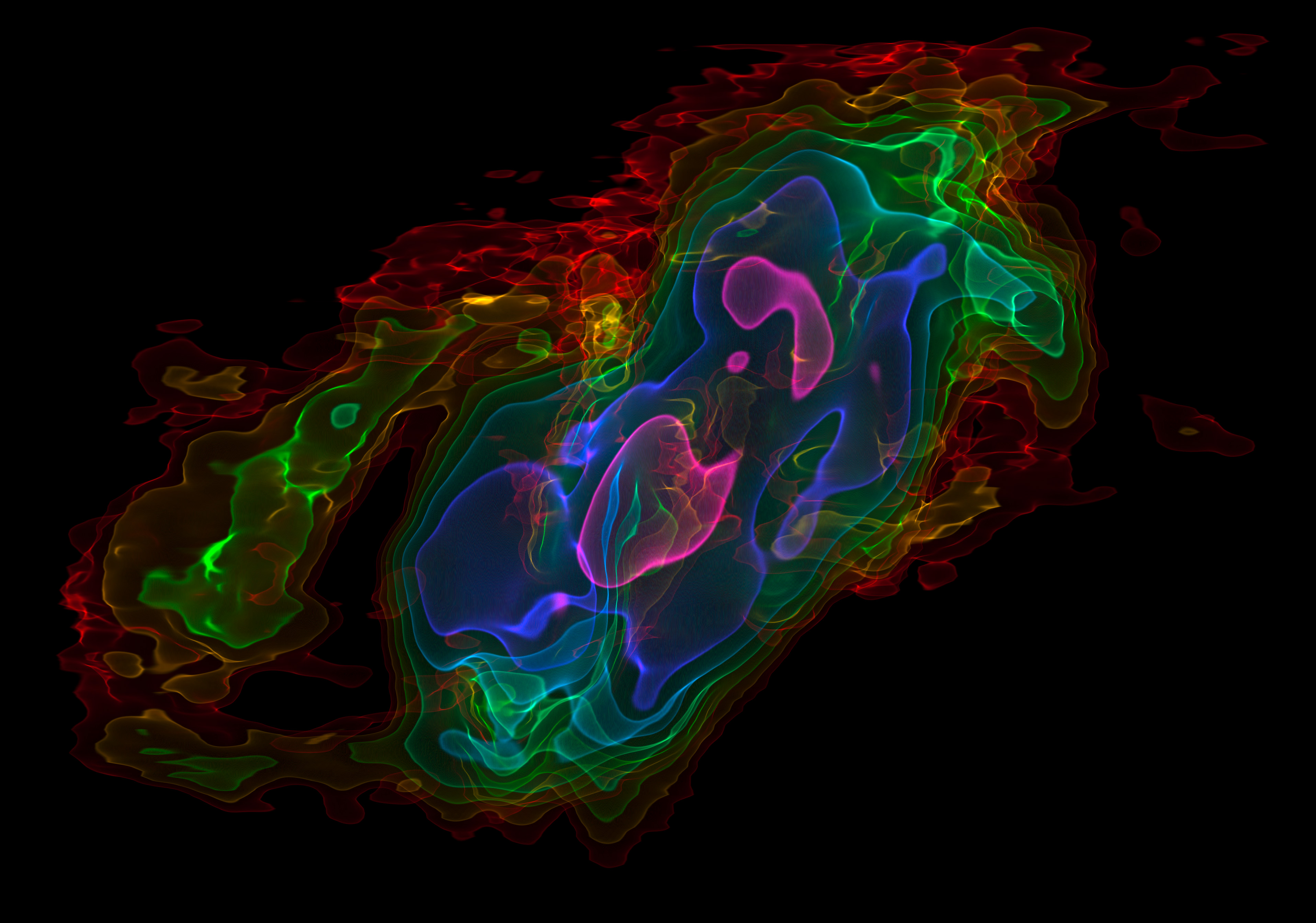
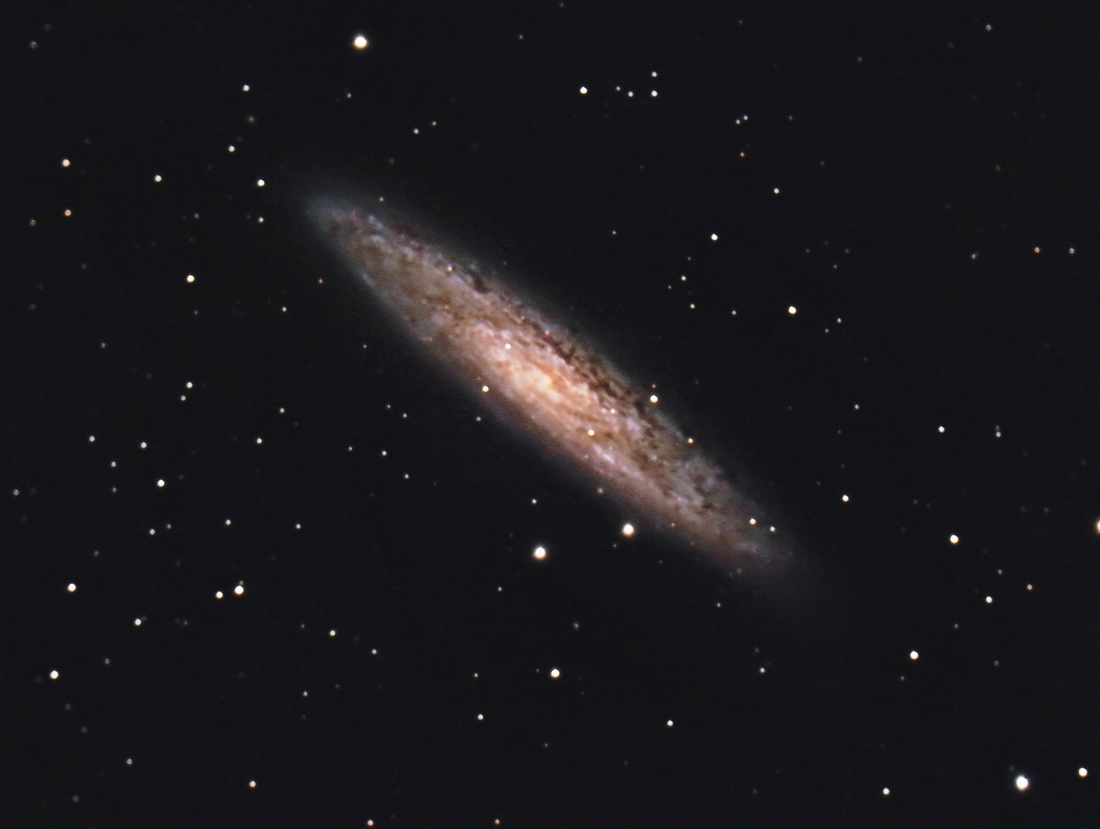
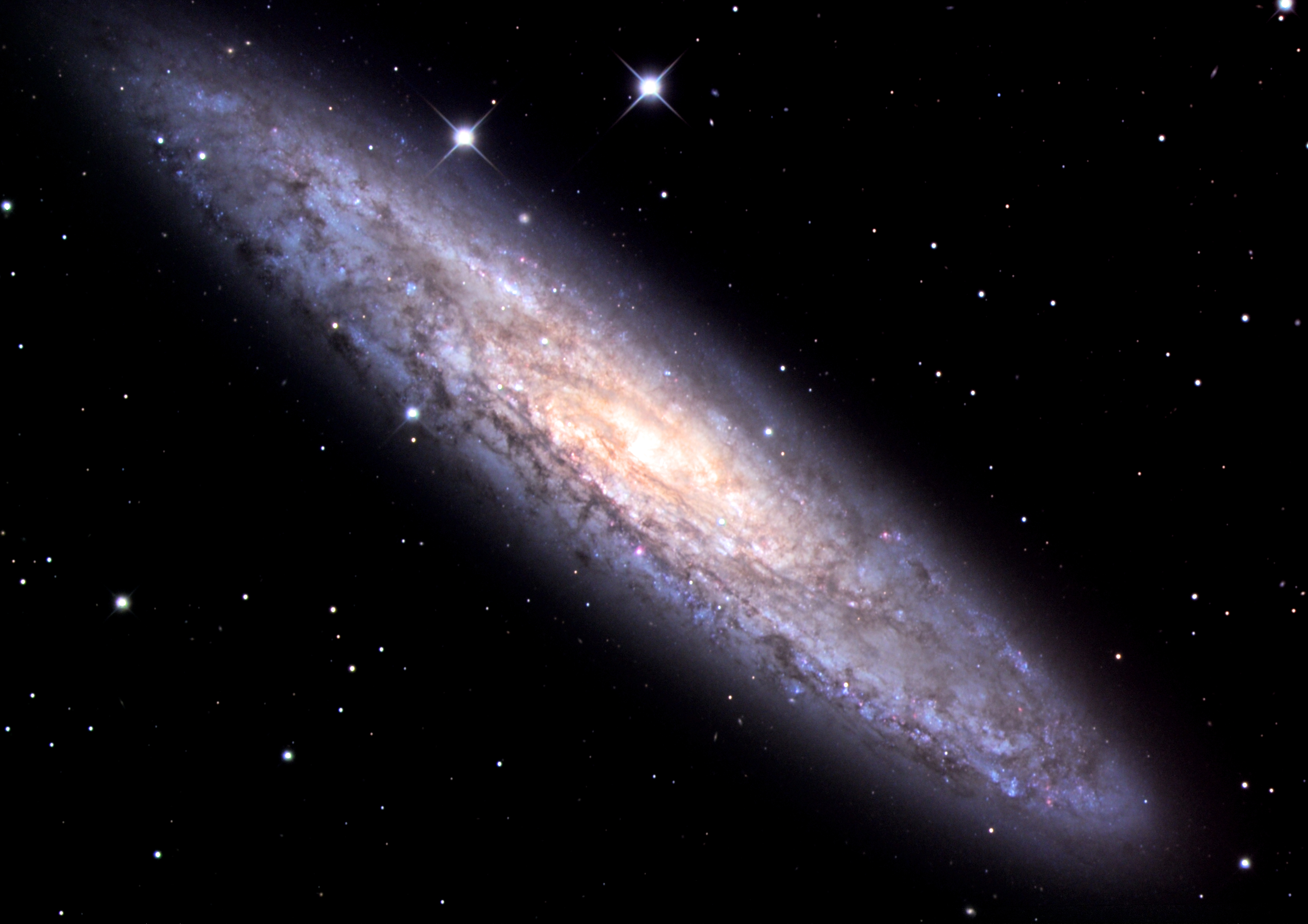
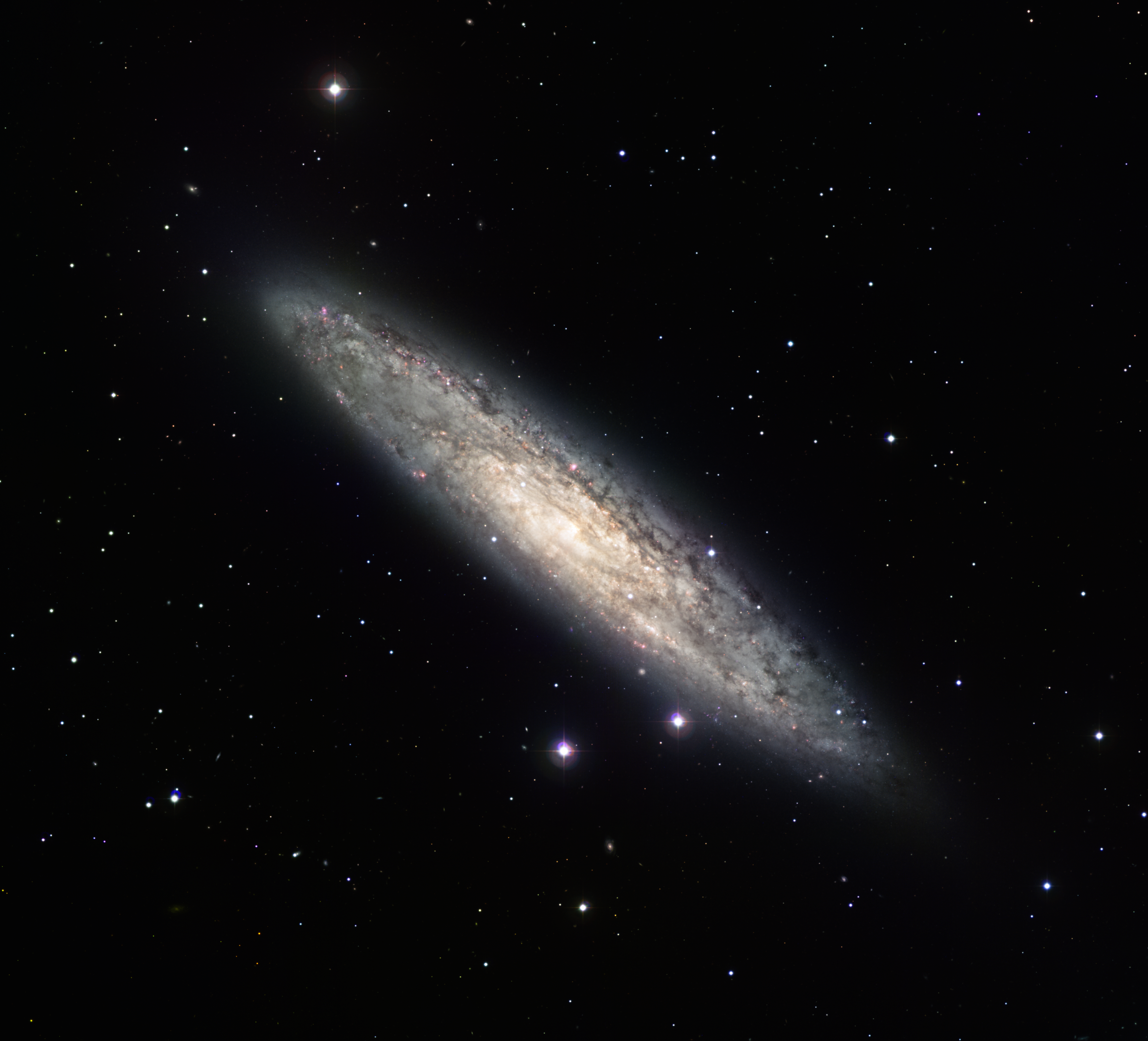
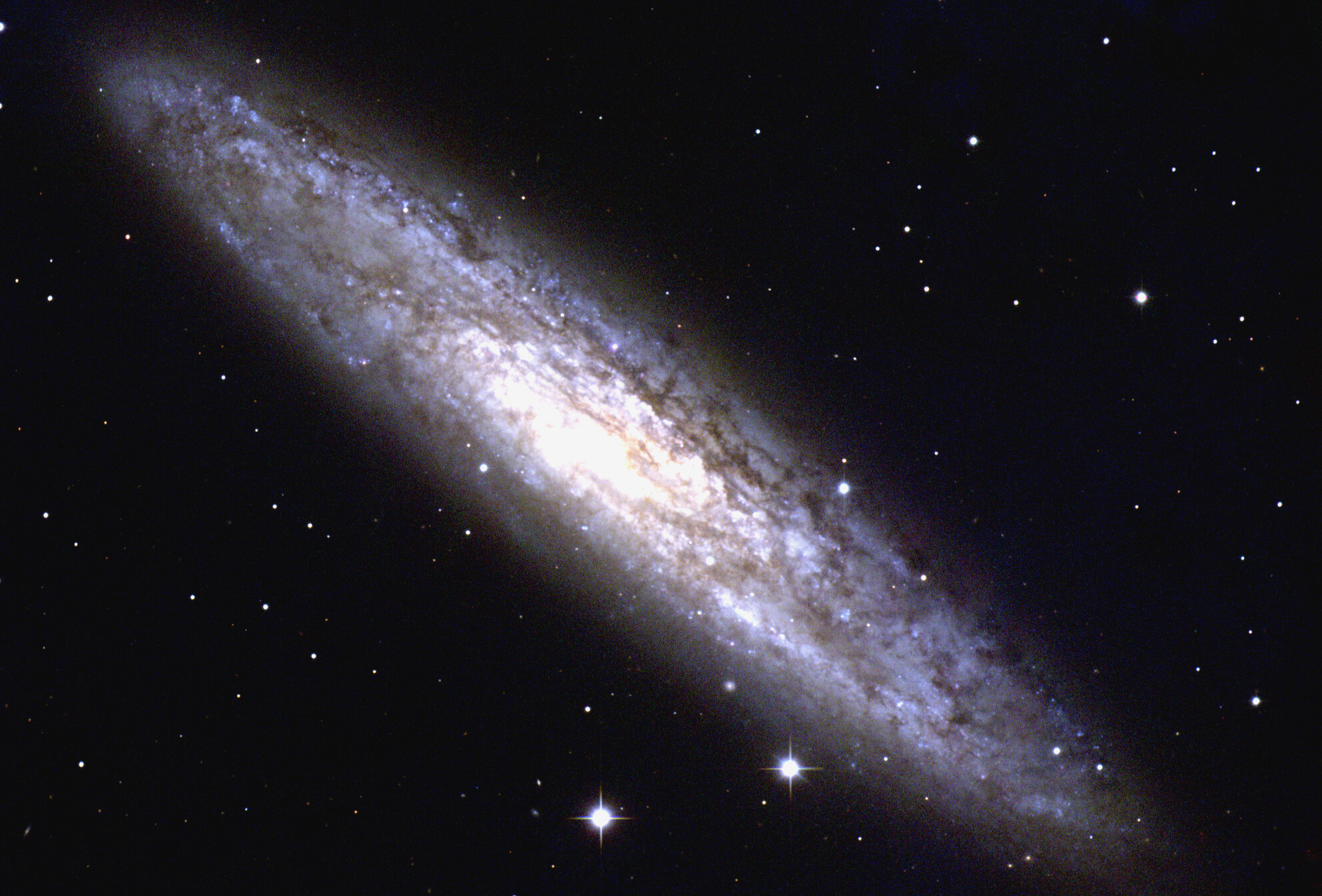

- [13]

## 外部連結
- STScI news release: Hubble Probes the Violent Birth of Stars in Galaxy NGC 253 （页面存档备份，存于）
- STScI news release: Behind a Dusty Veil Lies a Cradle of Star Birth （页面存档备份，存于）